# Timana tessmanni
Timana tessmanni är en fjärilsart som beskrevs av M.Gaede 1917. Timana tessmanni ingår i släktet Timana och familjen mätare. Inga underarter finns listade i Catalogue of Life.